# José Alvo Brandão Pinto de Sousa Coutinho
José Alvo Brandão Pinto de Sousa Coutinho, 1.º Barão de Balsemão (Porto, 1 de Março de 1804 - Lisboa, 14 de Abril de 1869), foi um oficial da Armada e administrador colonial português.

## Biografia
Terceiro filho de Luís Máximo Alfredo Pinto de Sousa Coutinho, 2.º Visconde de Balsemão de juro e herdade e com Honras de Grandeza, e de sua mulher e prima-irmã Maria Rosa Alvo Brandão Perestrelo de Azevedo.
Era formado em Matemáticas pela Faculdade de Ciências da Universidade de Coimbra e, até à Convenção de Evoramonte, pertenceu à Armada. Foi depois Secretário-Geral de Angola e Moçambique e Funcionário da Alfândega do Porto.
O título de 1.º Barão de Balsemão foi-lhe concedido por Decreto de D. Maria II de Portugal de 31 de Maio de 1847, pelos méritos alcançados na administração colonial de Angola e Moçambique.

### Casamento
Casou em Lisboa a 21 de Junho de 1833 com Maria Brígida de Mendonça e Sá Nogueira Cabral da Cunha (Lisboa, 31 de Agosto de 1813 - 19 de Março de 1876), filha do Desembargador Faustino José Lopes de Figueiredo e Silva e de sua mulher Francisca Xavier de Sá e Mendonça Cabral da Cunha e irmã de Bernardo de Sá Nogueira de Figueiredo, 1.º Barão, 1.º Visconde e 1.º Marquês de Sá da Bandeira, com geração, onde se inclui Eduardo Augusto de Sá Nogueira Pinto de Balsemão.

## Distinções
- Barão de Balsemão (1847)

## Armas
As dos Viscondes de Balsemão.